# Judo na Igrzyskach Azji Wschodniej 1997
Turniej judo na igrzyskach Azji Wschodniej w 1997 rozegrano w Pusanie w dniach 15 - 18 maja, na terenie "Dong-a University".

## Tabela medalowa
| Poz.  | Państwo          |    |    |    | Łącznie |
| ----- | ---------------- | -- | -- | -- | ------- |
| 1.    | Japonia          | 6  | 6  | 4  | 16      |
| 2.    | Korea Południowa | 6  | 3  | 6  | 15      |
| 3.    | Chiny            | 4  | 2  | 7  | 13      |
| 4.    | Chińskie Tajpej  | 0  | 3  | 6  | 9       |
| 5.    | Mongolia         | 0  | 1  | 6  | 7       |
| 6.    | Kazachstan       | 0  | 1  | 2  | 3       |
| 7.    | Hongkong         | 0  | 0  | 1  | 1       |
| Razem | Razem            | 16 | 16 | 32 | 64      |

## Mężczyźni
| Waga   | Złoto:              | Srebro:             | Brąz:                   | Brąz:                        |
| 60 kg  | Kazuhiko Tokuno     | Yeh Hsin-hung       | Moon Dae-hyun           | Wang Yong                    |
| 65 kg  | Kim Hyuk            | Naoya Uchimura      | Uuganbayar Erdenebaatar | Lin Wen-tao                  |
| 71 kg  | Kwak Dae-sung       | Kenzō Nakamura      | Ra Teer                 | Chen Chih-ping               |
| 78 kg  | Cho In-chul         | Chaliuny Boldbaatar | Lo Yu-wei               | Makoto Takimoto              |
| 86 kg  | Hiroomi Fujita      | Jeon Ki-young       | Batdżargalyn Odchüü     | Ao Tegen                     |
| 95 kg  | Kim Hee-soo         | Yoshio Nakamura     | Yang Hongjun            | Siergiej Szakimow            |
| +95 kg | Shin’ichi Shinohara | Liu Shenggang       | Kim Se-hoon             | Tse Tserenpuntsag            |
| Open   | Pan Song            | Yoshiharu Makishi   | Kim Jae-sik             | Badmaanjambuugijn Bat-Erdene |

## Kobiety
| Waga   | Złoto:         | Srebro:             | Brąz:                   | Brąz:                |
| 48 kg  | Atsuko Nagai   | Yu Hui-jun          | Yu Shu-chen             | G Altantsetseg       |
| 52 kg  | Kazue Nanjo    | Hyun Sook-hee       | Tang Lihong             | Chan Mei-ling        |
| 56 kg  | Liu Chuang     | Huang Al-chun       | Park Mi-hee             | Masako Otsuka        |
| 61 kg  | Jung Sung-sook | Yuko Emoto          | Lee Ya-wen              | Qin Yuying           |
| 66 kg  | Cho Min-sun    | Wang Xianbo         | Risa Kazumi             | Wu Mei-ling          |
| 72 kg  | Saki Yoshida   | Jewgienija Bogunowa | Dordżgotowyn Cerenchand | Tang Lin             |
| +72 kg | Sun Fuming     | Mako Kuniyoshi      | Lee Hyun-kyung          | Gulnara Kuszerbajewa |
| Open   | Yuan Hua       | Lee Hsiao-hung      | Miho Ninomiya           | Son Hyeon-mi         |